# Gare de Stratford (Londres)
Pour les articles homonymes, voir Gare de Stratford.
La gare de Stratford (en anglais : Stratford Rail Station, dite parfois : Stratford London ou  Stratford Regional) est une importante gare d'échange à plusieurs niveaux desservant le district de Stratford et le développement à usage mixte de Stratford City dans le quartier de Newham, dans le Grand Londres.
Elle permet des correspondances entre les moyens de transport ferroviaire présents dans la gare, notamment : trains grandes lignes, trains de banlieue du réseau London Overground, métro léger du Docklands Light Railway (DLR), par les plateformes de la station Stratford (DLR), et les lignes Central line et Jubilee line par les plateformes dédiées à la station Stratford du métro de Londres.

## Situation ferroviaire
La gare de Stratford est un important nœud ferroviaire :
Elle est située au point 4.3 de la Great Eastern Main Line, entre les gares de : Liverpool Street, gare terminus origine de la ligne au centre de Londres, et Maryland (en), en direction du terminus de Norwich.
Elle est le terminus de la North London line (en), du réseau London Overground, après la gare de Hackney Wick (en).
Au niveau du sous-sol, elle disposes de stations en correspondances situées sur la Central line entre Mile End et Leyton, et le terminus oriental de la Jubilee line après West Ham. Sur le DLR, c'est un terminus pour certains trains et pour d'autres, c'est une station entre Stratford High Street et la gare de Stratford International.

## Histoire
La gare de Stratford est mise en service le 20 juin 1839 par la Eastern Counties Railway (ECR).
Les dessertes de la gare par la Central line commencèrent en 1946, après avoir été retardées par la Seconde Guerre mondiale.
L'actuel bâtiment inauguré dans les années 1990 et l'œuvre de l'architecte Wilkinson Eyre. À partir de 2019, le service complet de Crossrail remplace TfL Rail, reliant Stratford à d'autres gares du centre de Londres, ainsi que Reading et Aéroport de Londres-Heathrow. 
Stratford a servi de plaque tournante pour les Jeux olympiques d'été de 2012 qui ont eu lieu à Londres.
Aujourd'hui, la gare appartient à Network Rail et est situé dans la zone Travelcard 2 & 3.

## Service des voyageurs

### Intermodalité
La Jubilee line du Métro de Londres y fait terminus au niveau inférieur à la station Stratford tandis que le DLR s'y arrête. Enfin, parallèlement au DLR on rencontre aussi la Central line dont la branche se dirige vers Epping.